# 渡部昇一
渡部 昇一（わたなべ しょういち、1930年〈昭和5年〉10月15日 - 2017年〈平成29年〉4月17日）は、日本の英語学者、哲学者。歴史論・政治・教育・社会評論家。上智大学名誉教授。
専攻は英語文法史。学位はミュンスター大学（ヴェストファーレン・ヴィルヘルム大学）哲学博士。ミュンスター大学名誉哲学博士。公益財団法人日本財団評議員。

## 略歴
山形県鶴岡市出身。旧制山形県立鶴岡中学校在学中に学制改革が実施され、1949年に山形県立鶴岡第一高等学校（現・山形県立鶴岡南高等学校）を卒業。なお同校は新制高等学校であるが、渡部は「私にとっての友達をつくる上で一番よかった時代は、やはり旧制高校に通っていたときだと思う」「旧制高校には各地域から選ばれた優秀な人間が集まってきていたので、周りを見渡せば『すごい』と思える人間ばかりだった」と回顧している。
同年、上智大学文学部英文学科に入学。1955年、上智大学大学院西洋文化研究科修士課程修了、同科助手。同年、ドイツのヴェストファーレン・ヴィルヘルム大学（通称ミュンスター大学）に留学。1958年、同大学よりDr.Phil (哲学博士号) を受ける。1958年、イギリス・オックスフォード大学ジーザス・カレッジ寄託研究生。
1960年上智大学英文科講師、助教授を経て教授。助教授の頃、フルブライト・ヘイズ法（旧フルブライト・プログラム。法制化された）によるアジアからの訪問教授プラン（VAPP)によって渡米、4つの州の6つの大学で半学期ずつ講義を行う。1994年、ミュンスター大学名誉哲学博士(Dr.Phil. h.c.)。2001年退職、上智大学より名誉教授の称号を受ける。
他に主な役職としては、インド親善協会理事長、日本財団理事、グレイトブリテン・ササカワ財団（在イギリス日本財団）理事、野間教育財団理事、イオングループ環境財団評議員、エンゼル財団理事、「日本教育再生機構」顧問、「道徳教育をすすめる有識者の会」代表世話人。
2017年4月17日、心不全により東京都杉並区の病院で死去、享年86。

## 受賞・栄典
- 1958年（昭和33年）  - ミュンスター大学で英文法の歴史を研究、ドイツ語で著した学位論文は現地で出版され、英語にも翻訳された。日本語版は『英文法史』として研究社から1965年に刊行された（絶版）。授与された学位は "Dr. phil. magna cum laude"「大なる称賛を以って  博士号」である（因みにこれはラテン語）[6]。
- 1976年（昭和51年） -『腐敗の時代』で第24回日本エッセイスト・クラブ賞受賞[7]。
- 1985年（昭和60年） - 第1回正論大賞受賞[7]。
- 1994年（平成6年） -  ミュンスター大学から名誉哲学博士（Dr.Phil.h.c.）授与
- 2015年（平成27年）春 - 瑞宝中綬章受章[7][8]。

## 評論活動
- 専門の英語学以外にも歴史論、政治・社会評論を著している。1976年刊の『知的生活の方法』は、内面の充実を求める生活のさまざまなヒントとアイデアを示しベストセラーとなった[9]。歴史学を専門としたことはなく、「単に歴史を好んできた人間」であると自称する[10]。
- 政治・歴史に関する評論については、保守系オピニオン誌である『正論』や『諸君!』『WiLL』『voice』『致知』など保守派寄りのメディアへの寄稿が多い。
- 晩年は魂の存在を肯定する発言を行なうなど、スピリチュアリズムに関する著作を出版していた[11]。

## 主張
- 外国語教育の重要性を強調した。その一方で小学校での英語教育には反対していた。
- 英文学者として、夏目漱石のイギリス留学に注目し、当時の漱石には、留学をこなすだけの英語力があったのかと疑問を投じている。
- 盧溝橋事件は中国共産党の陰謀である、戦前の学校で習った歴史の見方の方が正しかったと主張[12] している。
- 南京事件に関しては、「ゲリラの捕虜などを残虐に殺してしまったことがあったのではないか、こういうゲリラに対する報復は世界史的に見て非常に残虐になりがちだ」[13] と殺害の事実は認めているものの、「ゲリラは一般市民を装った便衣兵であり、捕虜は正式なリーダーのもとに降伏しなければ捕虜とは認められない。虐殺といえるのは被害者が一般市民となった場合であり、その被害者は約40から50名。ゆえに組織的な虐殺とはいえない」と虐殺行為は無かったと主張している[14]。WiLL2007年4月号では、松井日記の南京についての記述を根拠に、「南京大虐殺は無かった」と主張している。
- 「ヒトラーやムッソリーニ、二・二六事件の青年将校らは共産主義者である」と主張している[15][16]。
- 慰安婦問題に関しては、朝日新聞の吉田清治や吉見義明に関連しての報道や日本の弁護士の日本政府への訴訟、日本政府の安易な謝罪などが重なったことが原因で騒動になったもので、国家による強制や強制連行はなく、捏造であることが証明されているとしている[17]。2007年、日本文化チャンネル桜社長（当時）の水島総が代表を務める「慰安婦問題の歴史的真実を求める会」がアメリカ合衆国下院による対日非難決議案（アメリカ合衆国下院121号決議）に対して作成した抗議書に賛同者の一人として署名した。抗議書が駐日アメリカ合衆国大使館へ手渡された同年7月13日、渡部は記者会見で「（対日非難決議案にあるように）朝鮮半島で20万人もの女性をかき集め、トラックで運べば暴動が起きる」と述べ、決議を非難した[18]。
- 沖縄戦における集団自決問題について、「実際には積極的に日本軍に協力した沖縄の人々が復帰後、左翼メディアに煽動され、歴史で騒げば金が出ると考え、堕落した結果である。」と述べた。また戦時中「生きて虜囚の辱めを受けず」の戦陣訓をもっとも強く鼓吹したのは朝日新聞であったことは看過できないとしている[19]。
- 太平洋戦争に関するダグラス・マッカーサーの連邦議会証言について、小堀桂一郎などと共に「日本は自衛戦争をした、と述べた」と主張している[20]。
- 戦後の“反日的左翼”の起源を、公職追放など占領政策によって利益を得た「敗戦利得者」および「コリア系」の出自を持つ人々に求め、彼らが東京大学、京都大学などの主要大学、朝日新聞などにポストを占めることで戦後の教育界、言論界は歪められたとしている[21]。
- 満州にアメリカを関わらせなかったことは失敗であったとして、現在の対中外交にもアメリカを関わらせるべきであるとしている[22]。
- 原子力発電の熱烈な支持者であった。福島第一原発事故後は、その立場を一層、鮮明にした。「適度の放射線被爆は健康を増進する」[23] との研究から、転換域値は「おそらく、毎時50ミリシーベルトと毎時20ミリシーベルトの間にあるらしい」[24] と述べている。ラドン温泉[25] 等の例や宇宙飛行士・原発労働者の研究[26]、モーリス・チュビアーナ博士の研究[27]、「ICRPは21世紀に入ってから進んだ低線量研究の成果を反映していない[28]( トーマス・ラッキー博士)」、「ICRPの勧告は根拠がないから改めるべきだ(ウェード・アリソン)」等から、渡部はICRP基準に疑義を呈し、福島県の風評被害の根絶を訴えている[29]。ただし、ICRP勧告の癌リスクの統計的増大が始まるとされる100mSvという閾値は『年間』積算値である。渡辺氏が主張した50mSv/hの環境に24時間滞在した場合、積算線量は1200mSv=1.2Svとなり、同勧告で癌リスクが明確に増大する線量となる。ウェード・アリソン名誉教授は、同様の閾値を『月間』100mSvと主張しているが、これは毎時に直すと0.14mSvでしかない。仏語Wikipediaによると、モーリス・チュビアーナ(fr:Maurice Tubiana)は存命中にフランス原子力学会会長を務めている。彼の主張したとされる10mSv/hでは、年間被ばく量は87Sv=87,000mSVにのぼる。
- 皇位継承問題に関しては男系主義者の立場を採っている[要出典]。
- 2012年9月5日、渡部、三宅久之、すぎやまこういちなど保守系の著名人28人は、同年9月の自由民主党総裁選挙に向けて、「安倍晋三総理大臣を求める民間人有志の会」を発足させた[30][注釈 1]。同日、同団体は安倍晋三の事務所に赴き、出馬要請をした[41][32]。9月26日、総裁選が実施され、安倍が当選した。

## 論争
- 参議院議員平泉渉が1974年、自民党政務調査会として「英語教育改革試案[42]」をまとめた。公聴会で意見を求められた事も有る渡部が、雑誌「諸君！」に批判文を掲載。元外交官で仏語に堪能な平泉が応じ、5回に亘って英語教育論が展開される。渡部の主張は、近代西欧文明を享受できたのは複雑な原文でも正確に読める、伝統的英語教育に依ったから。顕在力を養うのは、高校までに潜在力を仕上げた後の問題だ（平泉のアテネ・フランセ通いも同じ）。英語精読力の無い英米育ちの高校生は多い等というもの。経済界、PTAは平泉を支持し、現場の教師は批判的だった。論争の反響は大きく、各方面が取り上げた[43]。
- 1975年（昭和50年）4月から半年間、月刊『言語』誌上で上と神が同根か否かを廻って、大野晋と学問的な論争が続いた[44]。大野によると、上のミは上代特殊仮名遣の甲類で、神のミは乙類であるから、両者に関係が無い[45]。「神は上にあらず」[46] は白石、宣長以来の定説を覆す主張であった[47]。同一語源の語が意味の分化を生じたなら、それに従って語形の一部を変えるのが自然ではないか、大野説では日（甲類）と火（乙類）の同一語源を説明できない、口腔図の距離と音韻転化に関係が無い、 甲類が先で乙類が後の時系列か、等とする主張を渡部は、主に日本語以外の例で述べた[48]。論争の終盤で他の学者が渡部支持だった[49]、大野の反論は無かった[50]。これを以て、「上にいますから神」という白石・宣長以来の説は少しも妥当性を失っていない[51]、と渡部は述べている。
- 南京事件についての主張の関係で、現代史家の秦郁彦を批判した。秦は南京事件についての中公新書のなかで、曽根一夫『私記南京虐殺』(正続)を極めて高く評価し、至るところで利用して「類書にない特色を持つ」、「曽根氏の明快なる指摘に頼って」と主張した[52]。しかしこの曽根という人は南京に突入した部隊にはおらず、戦場の噂話(ホラの要素が多い)などを材料にして書き上げたものであった[53][54]。曽根の正体が暴かれた後も秦は「削除する必要は認めない」と居直り、改訂版を出した折も1箇所も修正していない[55]。そして渡部は秦から「大幅借用」問題を起こされる。これは1984年に出版された田中正明『南京虐殺の虚構』で渡部の「大げさな推薦文[注釈 2]にカチンと来」[57] た秦が、1年後に田中の「松井石根大将の陣中日記」改竄が明らかになったのを機に、田中・渡部らの「まぼろし派」を批判した[58]ことに始まるが[要出典]、自身「中間派」の秦は渡部を、「写真ぐるみゲルリッツ（ドイツ語版）を大幅借用したくらいだから、盗用や改竄には理解があるのかも知れない[59]」と、1年前の推薦文を事後の改竄事件から問題視した。渡部の『ドイツ参謀本部』では、初めに中央公論の編集者が、渡部の原稿にゲルリッツの参謀本部の本からの写真を入れた。どんな写真を入れるかは渡部の知る所ではなかったが、秦はその写真を見て、内容も盗用したのだろうと見做して批判した。その後、『ドイツ参謀本部』は、中公新書版に入った写真を換えて出すことをクレスト社社長の打田良助が勧め同社から出版された。その後、祥伝社の新書に移り、さらにワック社からハード・カバーで出版された。四社を転々としたが、盗用本などではないため、本文は一行も変わらず、変わったのは写真と体裁だけである[60]。『ドイツ参謀本部』は1974年の出版だが、当時「ゲルリッツの本を私自身が翻訳刊行しようと考え[61]」ていたと秦は語る。
- 1980年『週刊文春』誌上[要出典]で、小説家の大西巨人に対し、息子2人が血友病であり高額な医療費助成がなされていることから、「第一子が遺伝病であれば第二子を控えるのが社会に対する神聖な義務ではないか」などと主張した。
- 第一次教科書問題できっかけとなった報道が誤報であったとする立場から、朝日新聞や毎日新聞と激しく対立[62]。
- WiLL2008年7月号の日下公人との対談において、「…ですが美智子様が皇室に入られたために、宮中に仕えていた女性がみんな辞めてしまったそうです」と発言したことについて宮内庁より説明を求める抗議を受けている。宮内庁によれば、そのような事実はなく「その根拠，理由などを承知したく」渡部に要求している。また、同誌において渡部は「ですから、皇太子殿下が一番大切な時期にイギリスに4年も留学なさったというのは、長すぎます」と発言している点についても宮内庁は「当時の徳仁親王殿下が英国に留学なさったのは、昭和58年6月から昭和60年10月までの約2年間です」とその発言が正確性を欠いたものであることを指摘している[63]。
- 南京事件を調べていて反対尋問の重要性を認識したが、田中角栄の裁判では最重要証人に対しこの機会が与えられなかった。1984年『諸君!』誌上で「田中擁護論ではなく、日本の司法の犯罪に関するもの[64]」、即ち刑事免責を確約して得られた違法な嘱託尋問調書に証拠能力は無い、反対尋問を許さない地裁判決は憲法違反である、と問題提起を行った[65]。これに立花隆が『朝日ジャーナル』誌上で応酬する形で進む。秦野章、俵孝太郎、山本七平、小室直樹等が立花の批判の対象にされたが、渡部に対しても冒頭陳述の意味や「証拠能力」と「証拠の証明力」の区別を知らず、裁判記録さえ読むことなく自らの妄想を元に批判をおこなっていると主張した[66]。渡部は1985年、「幕間のピエロたち番外」という短期連載で立花と誌上討論を行った。十回ほど行った時点で角栄裁判の第二審が始まった為、渡部は第一審の議論をしても意味がないからと一方的に中止を申し入れた。すると立花は、「渡部氏は尻尾を巻いて逃げた」と書き立てた[67]。現時点では立花の主張は『論駁--ロッキード裁判批判を斬る』として読める。渡部は要望があればいつでも議論に応じる構えを見せている[68]。病気療養で活動を抑えている立花は『巨悪 vs 言論』のなかで渡部らの批判に対してまとめて、ロッキード事件から時間が経ち皆が忘れていることをいいことに論点ずらしをしている点、ロッキード裁判は丸紅による収賄に対する裁判でありロッキード社については周辺事項にすぎない点、ロッキード裁判は榎本敏夫が完全自供した時点で決着していると主張した。上告審は田中の死により公訴棄却となった（ので裁判は打切り）。が榎本首相秘書官の上告審で、嘱託尋問調書の証拠能力を否定したうえで、田中の5億円収受を認定した。渡部は「ロッキード裁判は、日本の裁判史上、最大の汚点である」と言い続けている[69]。
- 《シナは蔑称ではなく日本人が中国と呼ぶ方がおかしい。『日本書紀』の「中国」は「わが国(日本)」の意味で、山鹿素行の『中朝事実』も日本の朝廷のことだ[70]。自分の国をたたえて言う言葉を、他国に使う義理はない。天安門事件で中共の地金が現れた今(1989年)こそ、伝統的な「シナ」に戻す時ではないか[71]》。これに加地伸行が反論。《私は「中国」を美称と意識せず、原義などどうでもよい。王朝名でなく国体の表現であり、(秦漢の頃も）中国呼称が妥当。中国を強制する圧力など無い》[72]。両論を踏まえ宇野精一が感想を述べる。《出版社への圧力は私にも経験が有る。中国と言えば天下の中央の国、即ちわが国という感じが拭えないから、日本人として彼の国を呼称するのは適当ではないと考える。英語でも支那はChina、中国はMiddle Kingdomと訳される》[73]

## エピソード
- 幼少時代は、貧しいながらも父が本に関しては制限しなかったために、少年倶楽部を好んで読んでいた[74]。
- 幼少の頃から母親と2人の姉に過保護に育てられ、洋服のボタンも一人でははめることができなかった[75]。
- 自著[76] によると極貧の状態で大学を卒業し、奇跡的にヨーロッパの大学に留学し、学位を取ることができたと記述されている[注釈 3]。
- 留学してみると、博士論文はドイツ語かラテン語で書くことになっている。えらいことになったと思ったが悩んでいる時ではない。『独作文教程』を毎日、半日練習しドイツ語会話を丸暗記した。それを2,3カ月と半年で越えた。1年で学術的内容のレポートも褒められ、留学してから2年で博士論文を書き上げた。この速さから、教授に「君はまことに天才である」と大層な誉め言葉を戴いた。これは文法の威力と教授の誤解にあると渡部は語る。天才神話はひろまり、さまざまな恩恵に浴した[77]。
- 大学1年の夏休みに帰省すると、父親が失職していた。来年の授業料の見通しが立たない。学科で首席になり、授業料を免除してもらう（特待生）以外に道は無い。必死の覚悟で勉強した。おかげで授業料をその後は払うことなく卒業できた[78]。
- 留学した初めの頃は（専攻外の）ドイツ語が通じなかった。ウンターハルトング（楽しき語らい）に男女学生を誘って歓談上手に努力したので、2年後には応じきれないほど家庭から招かれた[79]。
- 大学の哲学科目に百点満点を取り、自信になった。学位論文にもハイデガー、グラープマンに言及・引用した事が好印象を与え、おそらくそんなこともあって、学位に「magna cum laude」という美称がついている、と渡部は語る[80]。
- ドイツの伝統ある官立大学で師事したのはシュナイダー教授であったが、生涯で僅か15人しか哲学博士を造らなかった。その4番目が Dr.phil.渡部である[81]。
- 1960年代何度か来日した、経済学者で思想家のフリードリヒ・ハイエクの通訳を務めていた[82]。
- 古書の蒐集家であり、専門の英語学関係の洋書だけで約1万点を所有。その蔵書目録はA4判600ページあり[76]、日本ビブリオフィル協会会長を務めた。
- 蔵書は15万冊を超える。そのため本の置き場に困り妻からは「うちには人権ではなくて本権がある」といわれたことがあった。意を決して70歳を過ぎて借金をしてその蔵書全てが収まる書庫を建設したが、晩年には、書庫スペースはほぼ埋まっていたとのこと。[83]なお（司馬遼太郎は処分しなければ25万冊、高島俊男は22万冊、井上ひさしは寄贈した本を自分の蔵書として数えて「僕の蔵書は二十万冊」[84]、谷沢永一は何度も処分したが「買い求めた本と雑誌は20万冊」[85]、立花隆は10万冊、丸山眞男は3万冊ともいわれる）[要出典]
- 田中角栄を巨悪と断じ、政界から葬り去ることを正義とする世相の最中「堂々と持論を発表されていた渡部先生を尊敬しています」と、著名な憲法学者から告白されたと述べている[86]。
- 地球物理学者で『ニュートン』編集長の竹内均は渡部のファンを自称し、その著書をくまなく読む。感心した個所を録音・記録し、原稿を書くヒントにしているという[87]。
- 著作はすべて初版で読んできたというほどの松本清張のファンである[88] が、『昭和史 松本清張と私』では松本の歴史観に対し違和感も表明している。
- 自民党の衆議院議員稲田朋美の全国後援会『ともみ組』会長を務める[89]。
- 映画「南京の真実」の賛同者[要出典]。
- 若い頃から音楽にはほとんど興味がなかったが、妻が桐朋学園音楽科の1期生でピアニストであることもあり、3人の子供が全員音楽家となっている（長女がピアニスト、長男がチェリスト、次男がヴァイオリニスト）[90][91]。
- 1985年6月のカウサ（CAUSA。アメリカ社会統一協会連合）第三回日本会議に出席、さらに、1985年8月5日の東京勝共講師団結成集会では基調講演を行っている[92]。また、自宅に無料配布される世界日報 (日本)は発行母体が統一教会という問題の有る団体だが、文鮮明絡みを除けば[93]「この四分の一世紀の間、日本のクオリティ・ペーパーであった」と2001年1月の世界日報25周年記念メッセージ[94] において6行で、他の4人とともに述べている。また一時「世界日報をおすすめします」と題する世界日報の広告にも登場し、同様の内容のコメントが他の3氏の物と共に掲載されていた[95]。
- アパグループが主催した第1回「真の近現代史観」懸賞論文の審査委員長を務めた。2008年10月31日に最優秀藤誠志賞に航空自衛隊幕僚長・田母神俊雄の論文「日本は侵略国家であったのか」を選考[96] した。論文内容は「侵略国家ではなかった」とし、日中戦争の原因を蔣介石に巻き込まれた濡れ衣であると主張するなど、渡部の近現代史論に近いものであった。その後、この論文は田母神が「政府見解と異なる主張をしたうえ、上層部の許可を得ずに外部に論文を提出した」などとして防衛大臣の浜田靖一に即日更迭処分を受ける一因[97] となった。

## 出演

### テレビ
- 竹村健一の世相を斬る（フジテレビ）
- 渡部昇一の新世紀歓談（テレビ東京、ホスト）
- 渡部昇一の「大道無門」（日本文化チャンネル桜、ホスト）
- 未来ビジョン 元気出せ!ニッポン!（BS11デジタルの情報番組） - 2010年6月26日第13回『温故知新〜名著に学ぶ未来ビジョン』にゲスト出演。
- 知的生活の準備（DHCテレビジョン）
- むかしばなしばなし（DHCテレビジョン）
- 平成の修身（DHCテレビジョン）
- 書痴の楽園（DHCテレビジョン）

### ラジオ
- 『世相ホットライン ハイ!竹村健一です』月1回のゲスト出演。

## 著作

### 英語・言語
- 『英文法史』研究社出版、1965年12月25日。NDLJP:2508463。
- 『言語と民族の起源について』大修館書店 1973年
- 『日本語のこころ』講談社現代新書 1974年、新版・ワック、改題「万葉集のこころ 日本語のこころ」同 選書判
- 『ことばの発見』中央公論社 1975年
- 『英語学史』「英語学大系　第13巻」大修館書店、1975年
- 『秘術としての文法』大修館書店 1977年 のち講談社学術文庫
- 『国語のイデオロギー』中公叢書 1977年
- 『英語の語源』講談社現代新書 1977年
- 『レトリックの時代』ダイヤモンド社 1977年 のち講談社学術文庫
- 『ことば・文化・教育 アングロサクソン文明の周辺』大修館書店 1982年
- 『英語語源の素描』大修館書店 1989年
- 『イギリス国学史』研究社 1990年
- 『英文法を撫でる』PHP新書 1996年
- 『講談・英語の歴史』PHP新書 2001年
- 『英文法を知ってますか』文春新書 2003年
- 『語源力 英語の語源でわかる人間の思想の歴史』海竜社 2009年、改題「語源でひもとく西洋思想史」2020年
- 『英語の早期教育・社内公用語は百害あって一利なし 渡部昇一の「英語知」の追求』李白社 2014年

### 知的生活とその周辺
- 『知的生活の方法』講談社現代新書、1976年　ISBN 4061158368
- 『クオリティ・ライフの発想 ダチョウ型人間からワシ型人間へ』講談社 1977年 のち文庫
- 『知的風景の中の女性』主婦の友社 1977年 のち講談社文庫、「いまを生きる心の技術」学術文庫、「男は男らしく女は女らしく」ワック
- 『続 知的生活の方法』講談社現代新書、1979年　ISBN 4061455389
- 『知的対応の時代』講談社 1979年 のち文庫
- 『自分をつくる方法 知的アドベンチャー12のデザイン』サンケイ出版 1980年
- 『自分を生かす 流れを変える発想法』青春出版社 1981年 のち文庫
- 『指導力の研究 組織社会を勝ち抜く法 男たちよ、台頭せよ!』PHP研究所 1981年 のち文庫、改題「指導力の差」
- 『発想法―リソースフル人間のすすめ』講談社現代新書、1981年、改題「発想法　知識の泉を潤わせるために」PHP、2008年
- 『自分を言えない人の自己主張の本 頭を使わなきぁ損をする』青春出版社 1985年 改題「報われる努力無駄になる努力」「人生を「知的」に生きる方法」文庫
- 『危ない時代にチャンスがある パラダイムの崩壊 混とんから絶頂へのし上がる「新・逆転の潮流」』青春出版社 1991年 のち文庫
- 『渡部昇一の人生観・歴史観を高める事典』編著、PHP 1996年、新版「わたしの人生観・歴史観」、「知的人生のための考え方　わたしの人生観・歴史観」PHP新書
- 『人生、報われる生き方 幸田露伴『努力論』を読む』編述、三笠書房 1997年 のち知的生き方文庫
- 『勝つ生き方、負ける生き方』騎虎書房 1997年
- 『ヒルティに学ぶ心術 Gluck 渡部昇一的生き方』致知出版社 1997年 改題「できる人になる生き方の習慣」
- 『自分の壁を破る人破れない人』三笠書房 1998年　のち知的生き方文庫
- 『国を想う智恵 我を想う智恵 気概を育てる珠玉のことば』PHP研究所 1998年
- 『ものを考える人考えない人 新・知的生活の方法』三笠書房 1999年
- 『得する生き方 損する生き方 幸田露伴『修省論』を読む』（編述）三笠書房 1999年
- 『努力しだいで知性は磨かれる』PHP研究所 1999年
- 『読書有訓　私を育てた古今の名著』致知出版社 1999年
- 『知的生活を求めて』講談社 2000年
- 『「最高の自分」をつくる秘訣』PHP研究所 2000年
- 『後悔しない人生』PHP研究所 2000年、改題「人生の出発点は低いほどいい」
- 『財運はこうしてつかめ 明治の億万長者本多静六 開運と蓄財の秘術』致知出版社 2000年
- 『「人の上に立つ人」になれ』三笠書房 2000年、改題「「一流の人」になる法則」知的生き方文庫
- 『「勝ちぐせ」人生を生きろ!』三笠書房 2001年
- 『なぜか「幸運」がついてまわる人10のルール』三笠書房 2003年
- 『運命を高めて生きる 新渡戸稲造の名著『修養』に学ぶ』致知出版社 2003年
- 『「仕事の達人」の哲学 野間清治に学ぶ運命好転の法則』致知出版社 2003年
- 『老年の豊かさについて 生を愉しみ、老いにたじろがず』大和書房 2004年
- 『「思い」を実現させる確実な方法』PHP研究所 2004年
- 『学ぶためのヒント』新学社 2004年 のち祥伝社黄金文庫
- 『先知先哲に学ぶ人間学』致知出版社 2004年
- 『渡部昇一の思考の方法』海竜社 2005年
- 『実に賢い頭の使いかた37の習慣』三笠書房 2005年
- 『人生を創る言葉 古今東西の偉人たちが残した94の名言』致知出版社 2005年
- 『「図解」指導力の研究 人を動かす情報力・根回し・統率力はこうして磨け!』PHP研究所 2006年
- 『パスカル『冥想録』に学ぶ生き方の研究』致知出版社 2006年
- 『ものを考える人』三笠書房 2007年、「すごく「頭のいい人」の生活術」知的生きかた文庫
- 『楽しい読書生活 本読みの達人による知的読書のすすめ』ビジネス社 2007年。「知的読書の技術」同・新書判 2016年
- 『95歳へ! 幸福な晩年を築く33の技術』飛鳥新社 2007年、「60歳からの人生を楽しむ技術」祥伝社黄金文庫
- 『ローマの名言一日一言 古の英知に心を磨く』（編）致知出版社 2008年
- 『四書五経一日一言 志を高め運命を高める』（編）致知出版社 2008年
- 『考える技術 一瞬で脳力がアップする!』海竜社 2008年
- 『渋沢栄一『論語と算盤』が教える人生繁栄の道』致知出版社 2009年
- 『渋沢栄一人生百訓 真の成功にいたる道』致知出版社 2009年
- 『「自分の世界」をしっかり持ちなさい! 「強い自分」に脱皮するために』イースト・プレス 2009年
- 『「名将言行録」を読む―人生の勝敗を決める知恵の書』致知出版社、2010年
- 『論語活学』致知出版社 2010年
- 『悩む人ほど、大きく伸びる―「自分」の証明』イーストプレス、2010年
- 『知的余生の方法』新潮新書 2010年
- 『「修養」のすすめ 人間力を高める』致知出版社 2011年
- 『中村天風に学ぶ成功哲学 人生は心一つの置きどころ』致知出版社 2011年
- 『悩む人ほど、大きく伸びる 「自分」の証明』イースト・プレス 2011年
- 『賢人は人生を教えてくれる ローマの哲人セネカの人生論』致知出版社 2012年
- 『人間の真実はパスカル『パンセ』に存在する』佼成出版社 2012年
- 『人は老いて死に、肉体は亡びても、魂は存在するのか?』海竜社 2012年。「魂は、あるか？　「死ぬこと」についての考察」扶桑社新書 2017年
- 『松下幸之助 成功の秘伝75』致知出版社 2012年
- 『エマソン 運命を味方にする人生論』致知出版社 2013年
- 『渡部昇一　青春の読書』ワック 2015年、同・選書判 2018年
- 『知的生活の準備』KADOKAWA 2016年。番組での編述
- 『実践・快老生活　知的で幸福な生活へのレポート』PHP新書 2016年
- 『人生の手引き書　壁を乗り越える思考法』扶桑社新書 2017年 のち文庫
- 『知の湧水』ワック 2017年。追悼出版
- 『終生知的生活の方法　生涯、現役のままでいるために』扶桑社新書 2018年。遺著
- 『知的生き方の方法　人生をほんとうに楽しむためのスキル』ワックBUNKO、2022年。新編
- 『知の井戸を掘る　新・知的生活の方法』青志社、2023年。新編

### 社会・政治・歴史
- 『「人間らしさ」の構造』産業能率短期大学出版部 1972年 のち講談社学術文庫、新版・ワック
- 『日本史から見た日本人 アイデンティティの日本史』産業能率短期大学出版部（正・続）1973-1977年
  - 『日本史から見た日本人 古代編 「日本らしさ」の源流』祥伝社、1989年、各・新版多数
  - 『日本史から見た日本人 鎌倉編 「日本型」行動原理の確立』祥伝社、1989年
- 『文科の時代』文藝春秋、1974年 のち文庫、PHP文庫
- 『漱石と漢詩』英潮社出版、1974年、「教養の伝統について」講談社学術文庫 1977年
- 『ドイツ参謀本部-その栄光と終焉』中公新書、1974年 のち文庫、祥伝社新書、ワックほか
- 『腐敗の時代』文藝春秋、1975年 のちPHP文庫。第24回日本エッセイスト・クラブ賞受賞
- 『神話からの贈物』文藝春秋 1976年。「日本神話からの贈り物」PHP文庫、「古事記と日本人」祥伝社、「古事記の読み方」ワック
- 『正義の時代』文藝春秋、1977年 のちPHP文庫
- 『歴史の読み方 明日を予見する「日本史の法則」』祥伝社ノン・ブック 1979年 改題「日本史の法則」
- 『新常識主義のすすめ』文藝春秋 1979年 のち文庫
- 『ドイツ留学記』講談社現代新書（上下） 1980年
  - 新版『わが体験的キリスト教論　ドイツ留学で実感した西洋社会の本質』ビジネス社 2021年
- 『日本そして日本人 世界に比類なき「ドン百姓発想」の知恵』祥伝社ノン・ブック 1980年、新版・ノン・ポシェット
- 『読中独語』文藝春秋 1981年
- 『古語俗解』文藝春秋 1983年
- 『日本不倒翁の発想 松下幸之助全研究』学習研究社 1983年、「現代講談 松下幸之助」PHP文庫、ワック
- 『萬犬虚に吠える』文藝春秋、1985年 のちPHP文庫、徳間文庫
- 『教育改革はミニ・スクールで』文藝春秋 1985年
- 『「怪しげな時代」の思想』PHP研究所 1986年 のち文庫
- 『アングロサクソンと日本人』新潮選書 1987年
- 『随筆家列伝』文藝春秋 1989年
- 『「日本の世紀」の読み方』PHP研究所 1989年
- 『日本史から見た日本人 昭和編 「立憲君主国」の崩壊と繁栄の謎』祥伝社 1989年、祥伝社新書 2019年。同社で新版多数
- 『日本史の真髄 頼山陽の『日本楽府』を読む』 各・全3巻、PHP研究所 1990年-1994年、同・文庫「甦る日本史」
  - 改題新版「渡部昇一の古代史入門」「―中世史入門」「―戦国史入門」PHP、のち文庫
- 『文明の余韻 アングロ・サクソン文明ノート エッセイ集』大修館書店 1990年
- 『日はまだ昇る―日本経済「不沈」の秘密』祥伝社ノン・ブック 1990年
- 『日本の繁栄は、揺がない。』PHP研究所 1991年
- 『かくて歴史は始まる 逆説の国・日本の文明が地球を包む』クレスト社 1992年
  - 『日本、そして日本人の「夢」と矜持(ほこり) 』イースト・プレス 2010年 ほか新版

副題『歴史を"コペルニクスの眼"で読む　歴史は"水滴"でなく、"虹"として観れば「真実」が現れる!』
- 『逆説の時代 「日本」なくして未来なし』PHP研究所 1993年 のち文庫
- 『歴史の鉄則 税金が国家の盛衰を決める』PHP研究所 1993年、文庫 1996年
  - 改訂新版『税高くして国亡ぶ』ワック新書判 2005年、改訂改題『税高くして民滅び、国亡ぶ』ワック 2012年
- 『混迷日本を糺す事典』日本実業出版社 1994年
- 『田中真紀子総理待望論 ―「オカルト史観」で政治を読む―』PHP研究所 1994年 のち文庫
- 『かくて昭和史は甦る 人種差別の世界を叩き潰した日本』クレスト社 1995年。改題「渡部昇一の昭和史」ワック ほか
- 『日本人の本能 歴史の「刷り込み」について』PHP研究所 1996年 のち文庫
- 『国益の立場から』徳間書店 1996年
- 『「南洲翁遺訓」を読む わが西郷隆盛論』致知出版社 1996年
- 『渡部昇一の「国益原論」入門』徳間書店 1996年
- 『渡部昇一の新憂国論』徳間書店 1997年
- 『まさしく歴史は繰りかえす 今こそ「歴史の鉄則」に学ぶとき』クレスト社 1998年
- 『国思う故にわれあり』徳間書店 1998年
- 『日本人の気概 誇りある生き方を取り戻せ』PHP研究所 1998年
- 『日本の生き筋 かくてこの国は甦る』致知出版社 1999年
- 『ハイエク マルクス主義を殺した哲人』PHP研究所 1999年
  - 新版「自由をいかに守るか ハイエクを読み直す」PHP新書 2007年、「ハイエクの大予言 ノーベル賞経済学者」李白社 2012年
- 『何が日本をおかしくしたのか その根源を探る』講談社 2000年
- 『昇る国 沈む国』徳間書店 2000年
- 『これで日本の教育は救われる 私の教育進化論』海竜社 2000年
- 『国民の教育』扶桑社 2001年 のち文庫
- 『渡部昇一の「国益」論 新世紀・日本のために』徳間書店 2001年
- 『「日本が考える」ヒント 20世紀の回想から読む新世紀ニッポンの未来』ぎょうせい 2001年
- 『不平等主義のすすめ 二十世紀の呪縛を超えて』PHP研究所 2001年
- 『歴史に学ぶリーダーシップ』致知出版社、2001年
- 『相続税をゼロにせよ!』講談社 2002年
- 『新世紀の国益論』徳間書店 2002年
- 『日本を変えよう 21世紀日本の戦略・戦術』致知出版社 2002年
- 『国を愛するための現代知識』徳間書店 2003年
- 『国を語る作法 勇の前に知を PHP研究所 2003年
- 『ローマ人の知恵』集英社 2003年、ワック 2014年
- 『渡部昇一の時流を読む知恵 歴史力を身につけよ』致知出版社 2003年
- 『渡部昇一のラディカルな日本国家論』徳間書店 2004年
- 『年表で読む 日本近現代史』海竜社 2004年、増訂版2020年ほか
- 『理想的日本人 「日本文明」の礎を築いた12人』PHP研究所 2004年 改題「世界に誇れる日本人」文庫
- 『歴史は人を育てる 『十八史略』の名言に学ぶ』致知出版社 2004年
- 『歴史の真実 日本の教訓 日本人になる十二章』致知出版社、2005年
- 『昭和史 松本清張と私 大正末期〜二・二六事件』ビジネス社 2005年、のち新版選書判 上下
- 『私の家庭教育再生論 鍵は「お母さんの知恵」にある』海竜社 2005年
- 『中国・韓国人に教えてあげたい本当の近現代史』徳間書店、2005年 のち新編
- 『反日に勝つ「昭和史の常識」』ワック、2006年、改題「続・渡部昇一の昭和史」同
- 『日本とシナ―1500年の真実』PHP研究所、2006年 のち文庫
- 『「反日」を拒絶できる日本』徳間書店、2006年
- 『この国の「義」を思う 歴史の教訓』致知出版社 2006年
- 『渋沢栄一 男の器量を磨く生き方』致知出版社 2007年
- 『図解 日本人のための昭和史―昭和史は、まさに今日の時事問題だ!』ワック 2007年
- 『中国を永久に黙らせる100問100答』ワック 2007年 のち新版
- 『時流を読む眼力』致知出版社 2007年
- 『日本人の品格』ベスト新書 2007年
- 『東條英機歴史の証言・東京裁判宣誓供述書を読みとく』祥伝社 2006年 のち文庫
- 『中国・韓国に二度と謝らないための近現代史―「敗戦利得者史観」を排す!』徳間書店 2007年 のち新編
- 『「東京裁判」を裁判する』致知出版社 2007年
- 『知っておくべき日本人の底力』海竜社 2008年、改訂新版『日本人の底力』同 2011年
- 『自分の品格』三笠書房 2008年、のち知的生きかた文庫
- 『国、死に給うことなかれ 国家なくして、日本なし』徳間書店 2008年
- 『「パル判決書」の真実 いまこそ東京裁判史観を断つ』PHP研究所 2008年、のちワック
  - 『日本は侵略国家だったのか―「パル判決書」の真実』（上記の改題、2012年）
- 『父の哲学』幻冬舎 2008年
- 『日本史 百人一首』扶桑社、2008年、『渡部昇一の和歌から見える「日本通史」』育鵬社、2024年
- 『なでしこ日本史 女性は太陽であり続けてきた!』育鵬社 2009年、『決定版・日本史　女性編』扶桑社新書、2024年
- 『日本を賤しめる「日本嫌い」の日本人 いま恐れるべきはジパノフォビア』徳間書店 2009年
- 『歴史を知らない政治家が国を亡ぼす 緊急提言』致知出版社、2010年
- 『裸の総理たち32人の正体 渡部昇一の人物戦後史』フォレスト出版、2010年
- 『歴史に学ぶリーダーの研究』致知出版社、2010年
- 『国民の見識 誇りと希望のある国を取り戻すために』致知出版社 2010年
- 『渡部昇一「日本の歴史」』全7巻　ワック、2010年-2011年、新版・選書判 2015年

第1巻 古代篇　現代までつづく日本人の源流
第2巻 中世篇　日本人のなかの武士と天皇
第3巻 戦国篇　戦乱と文化の興隆
第4巻 江戸篇　世界一の都市江戸の繁栄
第5巻 明治篇　世界史に躍り出た日本
第6巻 昭和篇　「昭和の大戦」への道
第7巻 戦後篇　「戦後」混迷の時代に
特別版 読む年表日本の歴史 - 新編版多数
- 『歴史から壊れていく日本』徳間書店 2010年

- 『アメリカが畏怖した日本 真実の日米関係史』PHP新書 2011年
- 『皇室はなぜ尊いのか 日本人が守るべき「美しい虹」』PHP研究所 2011年　のち文庫
- 『悩む人ほど、大きく伸びる 「自分」の証明』イースト・プレス 2011年
- 『決定版 日本史』育鵬社 2011年　扶桑社文庫 2014年、扶桑社新書　2020年
- 『人を動かす力 歴史人物に学ぶリーダーの条件』PHPビジネス新書 2011年
- 『民主党よ、日本を潰す気か!』徳間書店 2011年
- 『国を滅ぼす本当の敵は誰なのか』徳間書店 2012年
- 『原発は、明るい未来の道筋をつくる! 原発興国小論』ワック 2012年
- 『日本興国論 この国を愛する者の正しい見識』致知出版社 2012年
- 『自立国家への道　強い日本を造るためになすべきこと』致知出版社 2013年
- 『取り戻せ、日本を。 安倍晋三・私論』PHP研究所 2013年
- 『日本は中国（シナ）にどう向き合うか』ワック 2013年
- 『名著で読む世界史』育鵬社 2013年 のち扶桑社文庫
- 『歴史通は人間通』育鵬社 2013年 のち扶桑社文庫
- 『歴史の真実から甦える日本』徳間書店 2013年
- 『新たな反日包囲網を撃破する日本』徳間書店 2014年
- 『国家とエネルギーと戦争』祥伝社新書 2014年
- 『名著で読む日本史』育鵬社 2014年 のち扶桑社文庫
- 『渡部昇一、靖国を語る 日本が日本であるためのカギ』PHP研究所 2014年。聞き手上島嘉郎
- 『朝日新聞と私の40年戦争』PHP研究所 2015年
- 『本当のことがわかる昭和史』PHP研究所 2015年、『昭和史の真実』PHP文庫 2021年
- 『戦後七十年の真実』育鵬社 2015年 のち扶桑社文庫
- 『日本がつくる新たな世界秩序』徳間書店 2015年
- 『日本興国への道 歴史に学び、時流を読み、未来を開く』致知出版社 2015年
- 『決定版 日本人論　日本人だけがもつ「強み」とは何か？』扶桑社新書 2016年、扶桑社文庫 2019年
- 『決定版 人物日本史』育鵬社 2016年、『決定版 日本史 人物編』扶桑社新書 2022年
- 『渡部昇一の少年日本史　日本人にしか見えない虹を見る』致知出版社 2017年
- 『日本人の道徳心』ベストセラーズ・ベスト新書 2017年

以下は没後刊、主に新編
- 『忘れてはならない日本の偉人たち』致知出版社、2018年
- 『平成後を生きる日本人へ』佐藤芳直編、育鵬社、2018年
- 『学問こそが教養である』江藤裕之編、育鵬社、2019年
- 『渡部昇一 歴史への遺言　未来を拓く日本人へ』ビジネス社、2019年
- 『これだけは知っておきたいほんとうの昭和史』致知出版社、2020年。講義
- 『「時代」を見抜く力』育鵬社、2020年。初期著作「～の時代」新編
- 『渡部昇一遺稿　幸福なる人生　ウォレス伝』扶桑社、2020年
- 『正義と腐敗と文科の時代』青志社、2023年。初期著作「～の時代」新編

### 谷沢永一との対談・共著
- 谷沢永一（以下略）『読書連弾』 大修館書店 1979年。下記と合本新版
- 『読書有朋』 大修館書店 1981年。新版「読書談義」1990年、徳間文庫、1998年
- 『現代流行本解体新書 ベストセラーの本当の読み方』PHP研究所 1989年
- 『人生を楽しむコツ』PHP研究所 1996年 のち文庫
- 『誰が国賊か 今、「エリートの罪」を裁くとき』クレスト社 1996年、文春文庫 2000年
- 『こんな「歴史」に誰がした 日本史教科書を総点検する』クレスト社 1997年、文春文庫 2000年
- 『人生は論語に窮まる』PHP研究所 1997年 のち文庫、「だから、論語を学ぶ」ワック、新版2019年
- 『人生行路は人間学』PHP研究所 1997年
- 『拝啓 韓国、中国、ロシア、アメリカ合衆国殿－日本に「戦争責任」なし』光文社 1997年
- 『歴史が教える人間通の急所』潮出版社 1998年
- 『人生に活かす孟子の論法』PHP研究所 1998年
- 『「聖書」で人生修養』致知出版社 1998年
- 『孫子・勝つために何をすべきか』PHP研究所 2000年 のち文庫、ワック、新版2019年
- 『封印の近現代史』ビジネス社 2001年
- 『禁忌破りの近現代史』ビジネス社 2001年
- 『広辞苑の嘘』光文社、2001年 - 谷沢側の記述をめぐり、加地伸行から名誉棄損で訴えられ敗訴・絶版
- 『現代用語の基礎理解 「日本人の遺伝子」を覚醒させる』ビジネス社 2002年
- 『人生の難局を突破し、自分を高める生き方。』PHP研究所 2002年
- 『三国志・人間通になるための極意書に学ぶ』致知出版社 2002年
- 『詠う平家 殺す源氏 日本人があわせ持つ心の原点を探す』ビジネス社 2002年
- 『『名将言行録』乱世を生き抜く智恵』PHP研究所 2002年
- 『いま大人に読ませたい本』致知出版社 2002年
- 『「宗教とオカルト」の時代を生きる智恵』PHP研究所 2003年
- 『「菜根譚」の裏を読む 現代版日本人のための人生の智恵』ビジネス社 2003年
- 『人生後半に読むべき本』PHP研究所 2006年
- 『人間は一生学ぶことができる　佐藤一斎「言志四録」にみる生き方の智恵』PHP研究所 2007年
- 『日本人とは何か 「和の心」が見つかる名著』PHP研究所 2008年
- 『修養こそ人生をひらく 「四書五経」に学ぶ人間学』致知出版社 2008年
- 『上に立つ者の心得 『貞観政要』に学ぶ』致知出版社 2008年、新版2019年
- 『老子の読み方 五千言に秘められた「きらめき」をどう拾い上げるか』PHP研究所 2009年
- 『大人の読書 一生に一度は読みたいとっておきの本』PHP研究所 2009年
- 『組織を生かす幹部の器量 「宋名臣言行録」に学ぶ』致知出版社 2009年
- 『平成徒然談義』PHP研究所 2009年

### 共著
- 平泉渉『英語教育大論争』文藝春秋 1975年、文春文庫 1995年
- 対談集『日本文化を問いなおす』講談社 1976年
- 対談集『さまざまな現代』文藝春秋 1977年
- 竹内啓『知識・学識・常識 たいだん』日本経済新聞社 1977年
- 松本道弘『英語の学び方 あなたの英語力をより高めるために』実業之日本社 1980年 のち三笠書房知的生き方文庫、ワニ新書
- ピーター・ミルワード『物語英文学史 ベオウルフからバージニア・ウルフまで』 大修館書店 1981年
- 木村尚三郎『世紀末を生きる知恵』サンケイ出版 1982年
- 対談集『日本発見 遥かな国々との対話』講談社 1984年
- 堺屋太一『競争の原理』竹井出版 1987年
- 小室直樹『自ら国を潰すのか 「平成の改革」その盲点を衝く』徳間書店 1993年、新版2025年
- 呉善花『日本の驕慢・韓国の傲慢 新日韓関係の方途』 徳間書店 1993年 のち文庫
- 米長邦雄『人間における運の研究』致知出版社 1994年
- 濤川栄太『ラストチャンス この国を滅ぼしていいのか』扶桑社 1994年
- 唐津一『アメリカの“皆の衆"に告ぐ 日米関係なにが不均衡なのか』致知出版社 1994年
- 邱永漢『アジア共円圏の時代 さらばアメリカ』PHP研究所 1994年
- 『封印の昭和史 「戦後五〇年」自虐の終焉』小室直樹 徳間書店 1995年、新版2020年
- 土居健郎『いじめと妬み 戦後民主主義の落とし子』 PHP研究所 1995年 のち文庫、新版『「いじめ」の構造』2008年
- 比嘉照夫『微生物が文明を救う 大地を蘇生させるEMの奇跡』クレスト社 1995年
- 船井幸雄『日本新生 「本物」が21世紀を築く』 PHP研究所 1995年
- 長谷川慶太郎『盛衰の岐路 政治に日本を潰させてよいか』PHP研究所 1995年
- 堺屋太一『競争の原理』 致知出版社 1996年
- 呉善花『韓国の激情 日本の無情 日韓反目の壁を超えて』徳間書店 1996年
- 岡崎久彦『賢者は歴史に学ぶ 日本が「尊敬される国」となるために』 クレスト社 1997年、新版「尊敬される国民 品格ある国家」ワック
- 日下公人・竹村健一『誇りなくば国立たず 危機を克服するヒント』太陽企画出版 1998年
- 林望『知的生活・楽しみのヒント』PHP研究所 1998年
- 船井幸雄・増田俊男『日本はこれから良くなる アメリカが逆立ちしても日本に勝てない理由』徳間書店 1998年
- 松田義幸『「内なる幸福」を求めて 良きオカルト・良き自由時間の本質-「見えない価値」とは』PHP研究所 1998年
- 加瀬英明『起て!日本 日本を救う八つの提言』高木書房 1999年
- 加藤寛『対論「所得税一律革命」』光文社 1999年
- テリー伊藤『日本人の敵』PHP研究所 1999年
- 日下公人・竹村健一『日本は二十一世紀の勝者たりえるか こうすればこの国はよくなる』太陽企画出版 1999年
- 林道義・八木秀次『国を売る人びと 日本人を不幸にしているのは誰か』 PHP研究所 2000年
- 日下公人・竹村健一『痛快鼎談 僕らはそう考えない 混迷の日本を診断する』大陽企画出版 2000年
- 岡崎久彦『国のつくり方 明治維新人物学』致知出版社 2000年、新版「明治の教訓・日本の気骨」同
- 孔健『日本人と中国人どっちが残酷で狡猾か 乱世は論語に学べ』徳間書店 2000年
- 中西輝政『誇りなき国は滅ぶ 歴史に学ぶ国家盛衰の原理』 致知出版社 2001年
- 白川静『知の愉しみ 知の力』 致知出版社 2001年
- 石原結實『東洋の智恵は長寿の智恵 反医学的健康法のススメ』 PHP研究所 2001年、改題「病気にならない生活のすすめ」文庫
- 和田秀樹『痛快!知的生活のすすめ』 ビジネス社 2001年
- 小林節『そろそろ憲法を変えてみようか』　致知出版社、2001年
- 屋山太郎『父は子に何ができるか われらが体験的教育論』 PHP研究所 2001年
- 谷沢永一・小室直樹『新世紀への英知 われわれは、何を考え何をなすべきか』 祥伝社 2001年
- 小林よしのり『愛国対論 「サヨク」に一撃、「ホシュ」に一閃』 PHP研究所、2002年
- 渡部玄一『音楽のある知的生活』 PHPエル新書 2002年、新版「知的生活の方法・音楽編」ワック
- 日下公人・竹村健一『僕らが考える「日本問題」 激動の世界で復活は可能か』 太陽企画出版 2002年
- 横山泰行『ドラえもんの謎』 ビジネス社 2003年
- 中川八洋『教育を救う保守の哲学 教育思想の禍毒から日本を守れ』 徳間書店 2003年
- 日下公人・竹村健一『すべては歴史が教えてくれる 戦後民主主義の迷妄を解く』 太陽企画出版 2003年
- 上田明子・松本道弘『日本人はなぜ英語に弱いのか 達人たちの英語術』 教育出版 2003年
- 塩谷信男『人間百歳自由自在』 致知出版社 2003年
- 木田元『人生力が運を呼ぶ』 致知出版社 2004年
- 大島健伸『異端の成功者が伝える億万長者の教科書』 ビジネス社 2004年
- 新田均・八木秀次『日本を貶める人々「愛国の徒」を装う「売国の輩」を撃つ』 PHP研究所、2004年
- 中條高徳『子々孫々に語りつぎたい日本の歴史 1・2』　致知出版社、2005-2010年
- 日下公人・竹村健一『日本の黄金時代が始まる 何を守り何を変えるのか』 太陽企画出版 2005年
- 屋山太郎・八木秀次『日本を蝕む人々 平成の国賊を名指しで糺す』　PHP研究所 2005年
- 中川八洋『皇室消滅』　ビジネス社 2006年
- 松浦光修・八木秀次『日本を虐げる人々―偽りの歴史で国を売る徒輩を名指しで糺す』　PHP研究所 2006年
- 日下公人・竹村健一『栄光の日本文明 世界はニッポン化する』 太陽企画出版 2006年
- 堺屋太一・岡崎久彦・松田尚士『こんな日本に誰がした　日本の危機と希望』 扶桑社 2006年
- 本山博『霊の研究 人生の探究』 致知出版社 2007年
- 南出喜久治『日本国憲法無効宣言　改憲・護憲派の諸君!この事実を直視せよ』 ビジネス社 2007年
- 船井幸雄『国家の経営企業の経営 その成否は「トップ」で決まる』 祥伝社 2007年
- 稲田朋美・八木秀次『日本を弑する人々 国を危うくする偽善者を名指しで糺す』 PHP研究所 2008年
- 日下公人・竹村健一『強い日本への発想 時事の見方を鍛えると未来が見える』　致知出版社 2008年
- 田母神俊雄『日本は「侵略国家」ではない!』 海竜社 2008年
- 養老孟司『日本人ならこう考える 日本と世界の文明放談』 PHP研究所 2009年
- 金美齢・八木秀次『日本を讒する人々 不作為の「現実主義」に堕した徒輩を名指しで糺す』 PHP研究所 2009年
- 岡崎久彦・石平『日本の歴史を解く9つの鍵 古代〜幕末編』 海竜社 2009年
- 神田昌典『日本人の成功法則』 フォレスト出版 2010年
- 中山理『読書こそが人生をひらく―「少」にして学び、「壮」にして学ぶ』 モラロジー研究所 2010年
- 加藤俊徳『絶対「ボケない脳」を作る7つの実験』 フォレスト出版 2010年
- 石原結實『健康と長寿の極意 体のムダと毒を出す習慣』 PHP研究所 2010年
- 呉善花・八木秀次『日本を誣いる人々―祖国を売り渡す徒輩を名指しで糺す』 PHP研究所 2011年
- 対談集『渡部昇一、「女子会」に挑む！』ワック 2011年
- 『「マーフィーの成功法則」』マキノ出版 2011年。CD付きムック
- 米長邦雄『生き方の流儀』 致知出版社 2011年
- 佐々淳行『国家の実力 危機管理能力のない国は滅びる』 致知出版社 2011年
- 中山理『人間力を伸ばす珠玉の言葉 箴は鍼なり』 モラロジー研究所 2011年
- 大津秀一『幸福な余生のためにすべきこと』 PHP研究所 2012年
- 日下公人『安倍晋三が、日本を復活させる』 ワック 2013年
- 中村仁信『原発安全宣言』遊タイム出版 2013年
- 百田尚樹『ゼロ戦と日本刀 美しさに潜む「失敗の本質」』 PHP研究所 2013年、PHP文庫 2015年
- 呉善花『「近くて遠い国」でいい、日本と韓国』 ワック 2013年
- 潮匡人・八木秀次『日本を嵌める人々 わが国の再生を阻む虚偽の言説を撃つ』 PHP研究所 2013年
- 一条真也『永遠の知的生活 余生を豊かに生きるヒント』 有楽出版社 2014年
- 本村凌二『国家の盛衰 3000年の歴史に学ぶ』 祥伝社新書 2014年
- 梶田叡一・岡田幹彦・八木秀次『日本再生と道徳教育』 モラロジー研究所 2014年
- 呉善花『日本と韓国は和解できない 「贖罪」と「幻想」からの脱却』 PHP研究所 2014年
- 馬渕睦夫『日本の敵 グローバリズムの正体』 飛鳥新社 2014年
- 田母神俊雄『誇りある日本の歴史を取り戻せ』 廣済堂出版 2014年
- 養老孟司『日本人ならこう考える 日本と世界の文明放談』 PHP研究所 2016年
- 中山理『運命を開く易経の知恵』 モラロジー研究所 2016年
- 江藤裕之・平岡弘章『グローバル・エリート教育』 PHP研究所 2016年
- 日下公人『日本人への遺言』『「和の国」のかたち　―Ⅱ』日下公人 李白社 2016-2017年
- フォルカー・シュタンツェル『渡部先生、日本人にとって天皇はどういう存在ですか？』、幻冬舎 2017年
- 対談集『一冊まるごと渡部昇一　知の巨人の遺した教え』致知出版社 2018年
- 『渡部昇一の世界史最終講義』高山正之と解説・対談、飛鳥新社、2018年
- 西尾幹二『対話　日本および日本人の課題』 ビジネス社 2018年

### 翻訳
- オウエン・バーフィールド『英語のなかの歴史』土家典生共訳 中央公論社 1978年 のち中公文庫
- P.G.ハマトン『知的生活』下谷和幸共訳　講談社、1979年　のち学術文庫、三笠書房
- ウエイン・W・ダイアー『自分の時代 80年代・知的独立の生涯構想』三笠書房 1980年 のち知的生き方文庫 ほか新版(以下も)
- アレキシス・カレル『人間-この未知なるもの』三笠書房 1980年　のち度々新版、知的生き方文庫
- ウエイン・W・ダイアー『自分を創る 知的生きがいの人生構想』三笠書房 1981年「もっと大きく、自分の人生!」知的生き方文庫
- ウェイン・ダイアー『自分のための人生』知的生き方文庫
- ハマトン『知的人間関係』下谷和幸共訳　講談社、1981年 のち学術文庫
- リチャード・A.ウィルソン『言語という名の奇跡』土家典生共訳 大修館書店 1981年
- アレキシス・カレル『人生の考察』三笠書房 1981年
- アーノルド・ベネット『自分の時間』三笠書房 1982年 のち知的生き方文庫
- ジョン・トッド『自分を鍛える』三笠書房 1982年 のち知的生き方文庫
- アーノルド・ベネット『自分を最高に生きる』三笠書房 1983年 のち知的生き方文庫
- ジョン・ラボック『自分を考える』三笠書房 1983年
- 『ワンワールド・ワンピープル 写真集 長島義明』文ロバート・ホワイト、しまずこういち アークインターナショナル 1984年
- ジリー・クーパー『クラース イギリス人の階級』サンケイ出版 1984年
- アーノルド・ベネット『「自分脳」で生きる』三笠書房 1984年
- ヘルマン・リバース『国際ライブラリアンの半生』田宮正晴共訳 講談社 1984年
- メアリ＝クレア・ヴァンルーネン『英語論文の書き方ハンドブック』永盛一共訳 南雲堂 1985年
- ジョージ・レイコフ/マーク・ジョンソン『レトリックと人生』大修館書店 1986年
- P.G.ハマトン『ハマトンの幸福論』下谷和幸共訳 講談社 1987年
- アーノルド・ベネット『自分の能力を“持ち腐れ"にするな!』下谷和幸共訳 三笠書房 1990年
- ウエイン・W.ダイアー『どう生きるか、自分の人生!』三笠書房 1990年 のち知的生き方文庫
- ウエイン・W.ダイアー『小さな自分で一生を終わるな!』三笠書房 1990年　のち知的生き方文庫
- フランシス・フクヤマ『歴史の終わり』三笠書房（上下）1992年、新版2020年ほか のち知的生き方文庫
- ジョン・コーワン『なにげないことが大切なこと ビジネスマンの座標軸』経済界 1993年
- ウエイン・W.ダイアー『自分の中に奇跡を起こす!』三笠書房 1993年　のち知的生き方文庫
- アーノルド・ベネット『自己を最高に生かす!』三笠書房 1993年
- ウエイン・W.ダイアー『“弱気な自分"を打ち破れ!』三笠書房 1994年
- ルコント・デュ・ヌイ『人間の運命』三笠書房 1994年
- ウエイン・W.ダイアー『“勝ちぐせ"をつけるクスリ』三笠書房 1994年　のち知的生き方文庫
- G・K・チェスタトン『著作集 評伝篇 1 チョーサー』福士直子共訳 春秋社 1995年
- フィリップ・チェスタフィールド『自分が栄える人生』三笠書房、1995年
- ノーマン・V.ピール『積極的考え方のことば 自分を信じ、人を動かす金言567』PHP研究所 1996年
- ウエイン・W.ダイアー『自分を掘り起こす生き方』三笠書房 1996年
- アラン・エプスタイン『今日一日、「自分の人生」の楽しみ方』三笠書房 1996年
- アラン・エプスタイン『自分を生きる10の訓え』三笠書房 1997年
- アラン・エプスタイン『今日から奇跡が起こる120の法則』三笠書房 知的生きかた文庫 1999年
- マイケル・A.レディーン『何が一番「効果的」か マキャヴェリの「指導者」絶対法則』三笠書房 2000年
- ジェームズ・ヒュームズ『チャーチルの強運に学ぶ 断じて絶望するなかれ』下谷和幸共訳 PHP研究所 2000年
- ルー・マリノフ『考える力をつける哲学の本』三笠書房 2002年
- ウエイン・W.ダイアー『「いいこと」が次々起こる心の魔法』三笠書房 2002年 のち知的生き方文庫
- ウエイン・W.ダイアー『ダイアー博士のスピリチュアル・ライフ』三笠書房 2005年 「自分のまわりに「不思議な奇跡」がたくさん起こる!」王様文庫
- サミュエル・スマイルズ原著『自分を動かせ』編著 海竜社 2006年
- ウエイン・W.ダイアー『「頭のいい人」はシンプルに生きる』三笠書房 2006年
- 『全文リットン報告書』ビジネス社 2006年
- ウエイン・W.ダイアー『「自分の価値」を高める力』三笠書房 2007年
- スマイルズ『自助論 西国立志篇 努力は必ず報われる』中村正直訳、宮地久子共現代語訳 幸福の科学出版 教養の大陸books　2009年
- ニッコロ・マキアヴェリ『「君主論」55の教え』監訳 三笠書房 知的生きかた文庫　2011年
- ウエイン・W.ダイアー『自分のための人生』三笠書房 知的生きかた文庫　2011年
- 『ジョン・トッドの20代で読む人生に必要なこと』三笠書房 2011年
- マーディ・グロース『たった1つの言葉が人生を大きく変える』日本文芸社 2012年
- ショウペンハウエル『読書について 新訳 知力と精神力を高める本の読み方』編訳 PHP研究所 2012年
- ジョン・スプーナー『ハーバード卒の凄腕ビジネスマンから孫への50通の手紙 これまで誰も教えてくれなかった人生で「いちばん大切なこと」!』日本文芸社 2012年
- ウエイン・W・ダイアー『自分のための人生 ダイアー博士の世界的名著』三笠書房 2014年

### 大島淳一名義
- ジョセフ・マーフィー 『あなたはこうして成功する - マーフィーの成功法則』（翻訳） 産業能率短期大学出版部 1968年
- 『マーフィー100の成功法則』 産業能率短期大学出版部 1971年／『成功の法則 100』ワック 2023年
- ジョセフ・マーフィー 『眠りながら巨富を得る - マーフィーの成功法則 実践編』（翻訳） 産業能率短期大学出版部 1973年
- ジョセフ・マーフィー 『眠りながら成功する - 自己暗示と潜在意識の活用』（翻訳） 産業能率大学出版部 1989年 のち三笠書房・知的生き方文庫

### 著作集
- 『渡部昇一小論集成』大修館書店 2001年 - 上・下組
- 『渡部昇一ブックス』 広瀬書院、2012年～
  1. 『わが書物愛的傳記 書物を語り、自己を語る』2012年
  2. 『アングロ・サクソン文明落穂集 1　ニュートン、最後の魔術師』2012年
  3. 『アングロ・サクソン文明落穂集 2　カントもゲーテも、ワインを毎日』2012年
  4. 『渡部昇一の着流しエッセイ1　市民運動はしばしばゆすりである』2013年
  5. 『渡部昇一の着流しエッセイ2　ODA、使われる半分は人件費』2013年
  6. 『アングロ・サクソン文明落穂集 3　金は時なり。お金で時間が買えるのだ!』2013年
  7. 『渡部昇一の着流しエッセイ3　ナチスと正反対だった日本』2013年
  8. 『アングロ・サクソン文明落穂集 4　スターリンもヒトラーも同じ!』2014年
  9. 『渡部昇一の着流しエッセイ4　安心「長寿法」小食にしてくよくよしない』2014年
  10. 『アングロ・サクソン文明落穂集 5　ハレーなかりせばニュートン万有引力もなし!?』2014年
  11. 『嘘は一本足で立ち真実は二本足で立つ　言葉は時代を超える-フランクリン格言集』2015年
  12. 『渡部昇一の着流しエッセイ5　卵でコレステロール値が上がる？まさか！』2015年
  13. 『アングロ・サクソン文明落穂集 6　日米で違う「リッチ」という言葉に対する感じ方、考え方』2016年
  14. 『アングロ・サクソン文明落穂集 7　アメリカのピープルは「人民」でなく「みなの衆」だ』2016年
  15. 『アングロ・サクソン文明落穂集 8　遂に出会った信長時代に出版された英文法書』2018年
  16. 『アングロ・サクソン文明落穂集 9　伝統文法以外の方法で、日本の学生に英語を読み、かつ書く力をつける言語学はない』2019年
  17. 『アングロ・サクソン文明落穂集 10　辞書の新版は進歩とは限らない』2020年
  18. 『アングロ・サクソン文明落穂集 11　アメリカには中世がなかった！』2021年
  19. 『アングロ・サクソン文明落穂集 12　伝統文法の「伝統」とは何か』2022年。落穂集・最終巻
- 『渡部昇一著作集』ワック、2012年～14年。※一覧は新版刊行つき略（9冊刊）

### 共編
- 『L.ケルナー/R.モリス』原田茂夫と 南雲堂 1966年
- 『渡部昇一のマンガ昭和史―日本人が知っておきたい太平洋戦争』水木繁（漫画） 宝島社 2007年
- 『新世紀の靖國神社 決定版全論点』小堀桂一郎と編者代表、近代出版社、2005年
- 『皇室入門』こやす珠世（漫画） 飛鳥新社、2006年
- 『日本人の誇りを伝える最新日本史』小堀桂一郎・國武忠彦ほか 明成社 2012年
- 『追悼「知の巨人」 渡部昇一　WiLL 歴史通』[98]2017年7月号増刊、ワック

## 関連文献
- 『フィロロギア 渡部昇一先生古稀記念論文集』土家典生・下谷和幸・今里智晃編、大修館書店 2001年
- 渡部玄一『ワタナベ家のちょっと過剰な人びと』海竜社 2013年。一家は音楽家（下記参照）
- 渡部玄一『明朗であれ　父、渡部昇一が遺した教え』海竜社 2020年3月。回想

### 評伝
- 松崎之貞 『「知の巨人」の人間学　評伝渡部昇一』ビジネス社 2017年11月。著者は担当編集者
- 『学びて厭わず、教えて倦まず　“知の巨人”渡部昇一が遺した学ぶべきもの』 
織田哲司 下永裕基 江藤裕之ほか編著、辰巳出版 2020年8月。門下生による著作案内